# Carl Larsen
Carl Otto Laurits Larsen (født 3. juni 1886 i Fårevejle, død 4. december 1962 i Frederiksværk) var en dansk gymnast, som deltog i de olympiske lege 1912. 
Ved legene i 1912 vandt han sammen med 27 andre danske deltagere sølvmedalje i holdgymnastik efter svensk system, Danskerne var på forhånd sikret medalje, idet blot tre hold deltog. Vindere blev Sverige med 937,46 point, mens danskerne fik 898,84 og Norge 857,21 point.